# The Red Chord
The Red Chord  — американський метал-гурт, заснований 1999 року в місті Ревір, Массачусетс. Гурт вважається одним із родоначальників дезкору.

## Музичний стиль
Стилю гурту характерне змішування дез-металу та ґрайндкору.

## Учасники
Теперішні учасники
- Ґай Козовік — вокал (1999–дотепер)
- Майкл "Gunface" МакКензі — гітара (2000–дотепер)
- Ґреґорі Уікс —  бас-гітара (2004–дотепер)
- Тім Бролт —  ударні (2004–дотепер)

Колишні учасники
- Кевін Ремпелберг — гітара (1999—2005)
- Майк Джастін — ударні (2000—2004, 2010—2011)
- Адам Уентворт — бас-гітара (2000—2004)
- Джон Доу — ударні (2004)
- Джон Лонгстрет — ударні (2004)
- Бред Фікейсен — ударні (2004—2010)
- Майк Келлер — гітара (2007—2008)
- Джон Райм — ударні (2011)

## Дискографія
Студійні альбоми
- Fused Together in Revolving Doors (2002)
- Clients (2005)
- Prey for Eyes (2007)
- Fed Through the Teeth Machine (2009)